# Gaston Casimir Saint-Pierre

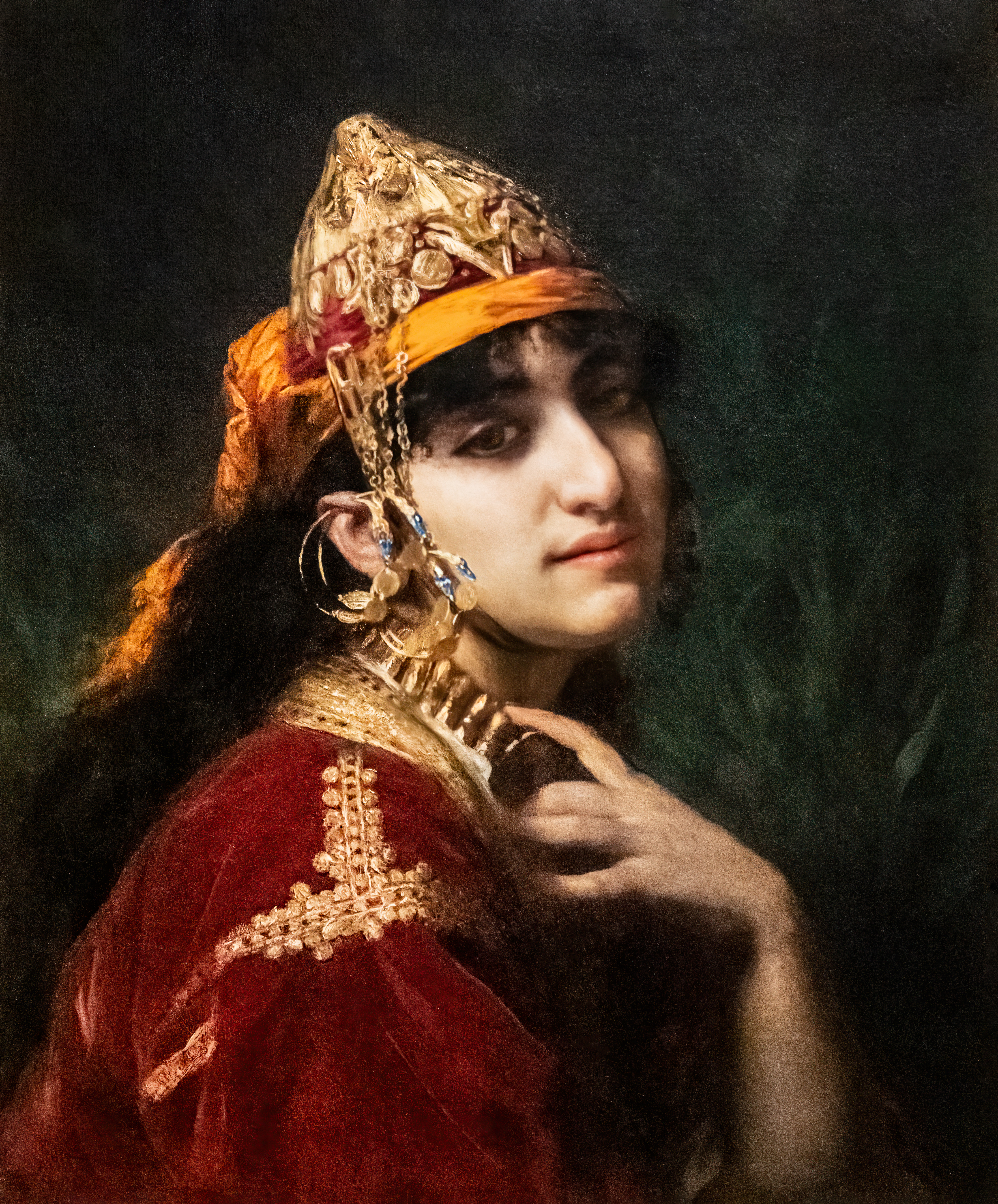
Halima

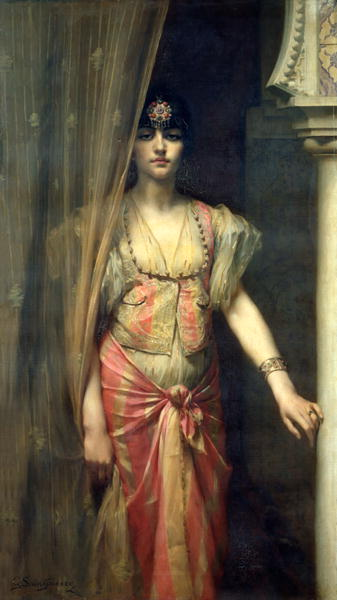
Soudja Sari

Gaston Casimir Saint-Pierre (Nîmes, 12 maggio 1833 – Parigi, 18 dicembre 1916) è stato un pittore francese.

## Biografia
Gaston Casimir Saint-Pierre fu allievo di Léon Cogniet e di Charles Jalabert a Parigi, dove si era stabilito per intraprendere la carriera di artista, lasciando il sud della Francia e la sua città natale. Terminati gli studi viaggiò molto nei paesi del Nord Africa, e in particolare in Algeria, da
dove tornò con numerosi disegni e bozzetti.
Affascinato dai colori e dai costumi nord-africani divenne spontaneamente un pittore orientalista, ma la matrice accademica dei suoi studi gli permise di distinguersi anche nei ritratti, nella pittura di genere e nelle opere a soggetto mitologico.
Espose quasi regolarmente al Salon degli artisti francesi, dal 1865 al 1914, ottenendo diverse medaglie (la prima nel 1868), e certamente conquistandosi una solida notorietà.
Nel 1900, infatti, fu tra gli artisti scelti per abbellire la sala grande del ristorante Le Train Bleu, nella nuova Gare de Lyon di Parigi, appena ricostruita.
La tela che presentò s'intitolava "Marsiglia" e rappresentava una vista della città.
Ricevette inoltre l'incarico di realizzare diversi pannelli decorativi per la Cattedrale del Sacro Cuore della città algerina di Orano.

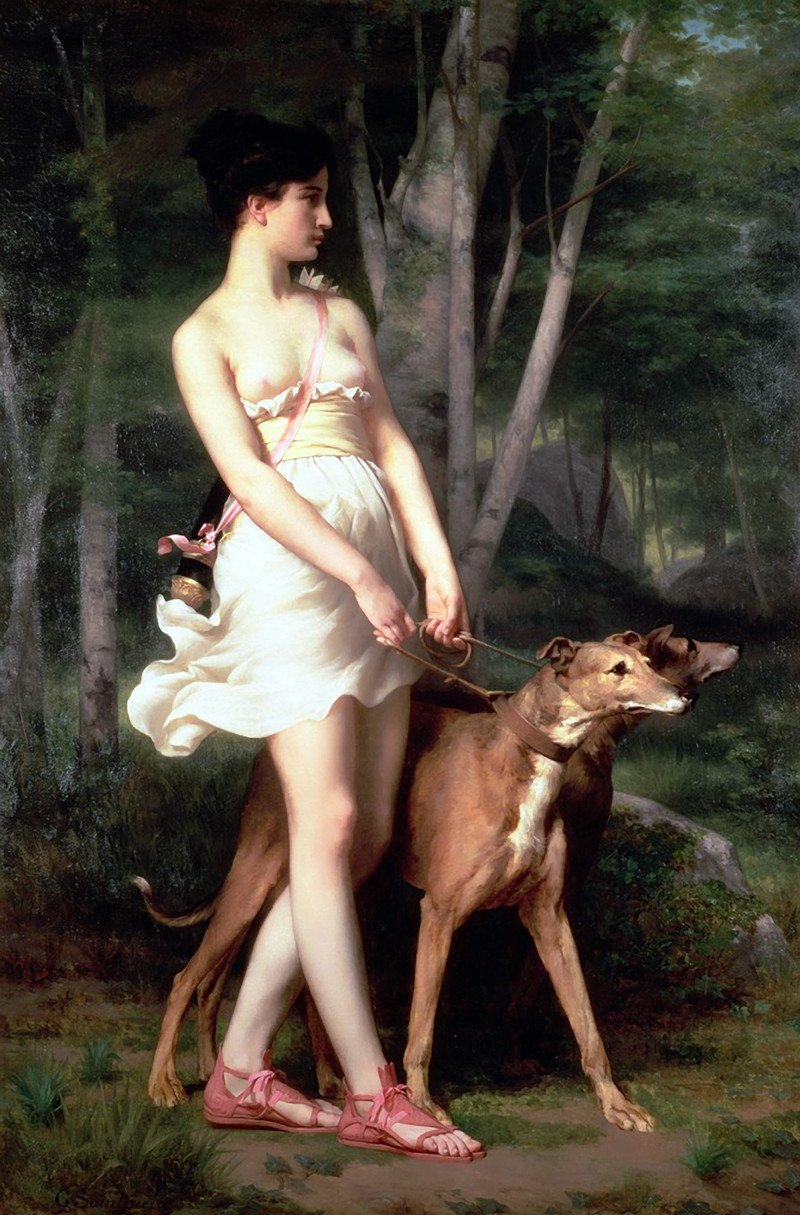
Diana cacciatrice

Fu decorato con il titolo di Cavaliere della Legion d'Onore, e in seguito promosso Ufficiale. Morì ottantatreenne a Parigi, durante la prima guerra mondiale.

## Opere

### Opere conservate in collezioni pubbliche
- Museo di Belle arti di Bordeaux, "Daphné"
- Museo Petiet di Limoux, "La Sultane"
- MUba Eugène Leroy, Tourcoing, "Soudja Sari"
- Museo d'arte e di storia di Narbona,
  - "Une caresse inattendue"
  - "Halima"
- Museo di Belle arti di Marsiglia,
  - "Jeune fille à la gazelle" o "La caresse inattendue"
  - "Le sommeil de la nymphe"
  - "Esmeralda enfant"
  - "Aux écoutes, souvenir des environs de Tlemcen"
- Museo di Belle arti di Troyes, 
  - "Portrait de M.me Aguilhon de Sarran"
  - "L'Aurore"
- Museo di Belle arti di Digione, "Portrait de femme"
- Museo di Belle arti di Lione, "Odalisque couchée, Saadia"
- Castello di Versailles, "Portrait de M.me Claude Vignon"
- Museo Bonnat-Helleu a Bayonne, "Bacchante"
- Parigi, Gare de Lyon, ristorante Le Train Bleu, "Marseille"
- Cattedrale del Sacro Cuore di Orano (Algérie), Pannelli decorativi

### Opere esposte al "Salon des artistes français"
- 1865 - "Léda"
- 1866 - "Le Sommeil de la nymphe"
- 1868 - "Amour riant de ses coups"
- 1870 - "Les Adieux, maisons juives à Oran"
- 1872 - "Bacchante"
- 1873 - "Indifférence et tendresse"
- 1880 - "La Caresse inattendue"
- 1901 - "L'Attente au rendez vous"
- 1912 - "La Fortune"
- 1914 - "La Vierge et l'Enfant"

### Incisioni
- "Esclaves occidentales, captives en Afrique du Nord", acquaforte[1]
- Ca. 1870, "Romance arabe", fotoincisione[2]

## Mostre
- 1975 - Galleria di Belle arti di Bordeaux: « Pompiérisme et peinture équivoque », nº 52 del catalogo.
- 1976 - « Diverses tendances de la peinture française au XIXe siècle et au début du XXe », Museo di Calais, nº 47 del catalogo.
- 1995 - « Dix ans d'acquisitions, dix ans de restaurations », Museo di Narbona, da luglio a settembre 1995.
- 1997 - « Parfums d'Orient » (..)

## Riconoscimenti
- 1868, prima medaglia al "Salon".
- Nominato Ufficiale della Légion d'honneur